# مارك صيقلي
مارك صيقلي (إنجليزية: Marc Saikali) ولد بتاريخ 1965، هو صحفي لبناني-فرنسي وهو مدير قناة فرانس 24 منذ عام 2012. درس الصحافة في جامعة بوردو في فرنسا. بدأ صيقلي حياته المهنية عام 1988 كصحفي تلفزيوني في قناة فرانس 3 في نورماندي. بعدها شغل العديد من المناصب الإدارية في وسائل إعلامية فرنسية. 

## أهم الوظائف التي شغلها
شغل مارك صيقلي عدة مناصب في عدد من وسائل الإعلام الفرنسية، كما لديه خبرة واسعة في مجال التدريب في الصحافة والإعلام، ومن المناصب التي شغلها:
1. مدير قناة فرانس 24
2. مدير المعلومات في قناة فرنسا 3
3. مدير في قناة فرنسا 3 كورسيا
4. مدير تدريب وتحرير في قناة ميدي 1 تيفي
5. رئيس تحرير الخدمة الخارجية في قناة فرنسا 3
6. مؤسس موقع Ici Beyrouth الاخباري اواخر عام ٢٠٢١